# Conrad Julius Hagemann
Conrad Julius Hagemann (* 1637 in Wennigsen (Deister); † 1684 in Wiesbaden) war ein deutscher Jurist und Bürgermeister von Hannover.

## Leben
Conrad Julius Hagemanns Vorfahren dienten den Welfen als wichtige landesherrliche Bedienstete im Herzogtum Braunschweig-Lüneburg, während Hagemanns Großvater Heinrich und Vater Erich Heinrich (1592–1652) als Amtmänner des Klosters Wennigsen gewirkt hatten.
Geboren in der Zeit des Dreißigjährigen Krieges, besuchte der junge Hagemann Schulen in Hannover und Braunschweig und studierte anschließend in Wittenberg an der Leucorea sowie in Jena an der dortigen Universität.
1660 nahm Hagemann zunächst eine Stellung als Hofmeister bei dem lüneburgischen Landrat Levin von Bothmer an, setzte dann aber seine Studien in Jena fort, um anschließend drei Jahre lang in Hannover als Advokat zu arbeiten. Dort lernte er seine spätere Ehefrau Catharina Elisabeth kennen, Tochter des unter Herzog Ernst August dienenden Kammerrates Heinrich Klawe. Doch vor der Hochzeit ging Hagemann noch nach Speyer, um am dortigen Reichskammergericht tätig zu werden, und legte dann in Heidelberg an der Ruprecht-Karls-Universität seine Promotion ab, um 1673 endlich zu heiraten.
1675 wurde Conrad Julius Hagemann zum Syndikus der Altstadt Hannovers ernannt, bevor er dort rund drei Jahre später 1678 in der Nachfolge von Georg Türke zum Bürgermeister ernannt wurde.
In der Residenzstadt Hannover stand er verwandtschaftlich oder beruflich mit drei anderen, juristisch ausgebildeten und mit einem Doktortitel ausgezeichneten Bürgermeistern in Beziehung. Henning Lüdeke (1594–1663), Georg Türke und David Amsing (1617–1684); alle vier waren Juristen und nicht mehr – wie ihre Vorgänger im Mittelalter – Fernkaufleute; von allen vieren konnte der Lebenslauf insbesondere durch überlieferte Leichenpredigten erschlossen werden. Sie saßen teilweise zeitgleich im Stadtrat, obwohl nahe Verwandte eigentlich nicht gemeinsam im Rat sitzen sollten. Als in Hagemanns Todesjahr 1684 ein neuer Bürgermeister gewählt werden sollte, setzte sich Hagemann – erfolgreich – für seinen Freund ein, den aus altem hannoverschen Adelsgeschlecht stammenden Kaufmann Anton Levin von Wintheim.
Hagemann wurde in Wiesbaden bestattet, wo der Prediger Johann Georg Rüger seine Leichenpredigt hielt.